# Y los declaro marido y mujer
Y los declaro marido y mujer, también conocido como Amor Infiel, es una telenovela venezolana producida y transmitida por la cadena RCTV entre los años 2006 y 2007, original de la escritora Xiomara Moreno. 
Está protagonizada por Marjorie de Sousa y Juan Pablo Raba, con las participaciones antagónicas de Marlene De Andrade y Carlos Guillermo Haydon. Cuenta además con las actuaciones co-protagónicas de Verónica Schneider, Hugo Vásquez y Christina Dieckmann.

## Sinopsis
Esta es la historia de cuatro mujeres que viven en la paradisíaca Isla de Margarita: Saioa Mujica, Elizabeth Zamora, Rebeca Ponti y Eloína Díaz. Las cuatro se verán obligadas a afrontar con sus parejas los temas de la fidelidad y el amor navegando en las difíciles aguas del interés personal y los sentimientos verdaderos.
Una decepción marca el inicio de la historia: Saioa descubre que su novio, Efraín Tovar, está casado con Eloína. Al verse descubierto, Efraín le promete a Saioa que se divorciará de su esposa, pero incumple su promesa por amor a Tibisay, la hija de ambos. Por su parte, Eloína le impedirá a su marido ser feliz.
Elizabeth vive felizmente casada con su marido, Juan Andrés Gutiérrez, que es jefe en la agencia de publicidad que se encarga de una campaña para la Isla de Margarita.
Por otro lado, Rebeca, quien cree estar felizmente casada, descubre que su matrimonio es una farsa tramada por su marido, Gustavo Sampedro, que se niega a tener hijos.
Son cuatro mujeres aguerridas, distintas, dulces y a ratos celosas, enfrentadas en una guerra sin cuartel por el dominio de su territorio y el amor de sus hombres.

## Elenco
- Marjorie de Sousa - Saioa Mujica Segarra
- Juan Pablo Raba - Juan Andrés Gutiérrez
- Marlene De Andrade - Elizabeth Zamora Mujica de Gutiérrez
- Verónica Schneider - Rebeca Ponti de Sampedro
- Hugo Vásquez - Gustavo Sampedro
- Christina Dieckmann - Eloína Díaz de Tovar
- Carlos Guillermo Haydon - Efraín Tovar
- Julie Restifo - Lucía Mujica de Spert
- Dora Mazzone - Rosa Segarra de Mujica
- Aroldo Betancourt - Jacobo Mujica
- Javier Vidal - Padre Gustavo Sampedro
- Juan Carlos Gardié - Rigoberto Gutiérrez Nájera
- Kiara - Lola
- Alberto Alifa - Ismael Zamora
- Yelena Maciel - Eulalia "Lali" Spert Mujica
- Carlos Felipe Álvarez - Bernardo Romero
- Luis Fernando Sosa - Luis Mega
- Norma Matos - Filomena de Sampedro
- Samuel González - Ramiro Figueroa "Rafi"
- Juan Carlos Tarazona - Rodrigo Aular
- Brenda Hanst - Meche
- Ezzio Cavallaro - El Hierro
- César Flores - Sebastián Lira
- Susana Kolster - Tibisay Tovar Díaz (niña)
- Ligia Petit - Vanessa
- Hilel Potaznik - (Doctor)
- Andy Pita - Francisco Gutiérrez
- César Suárez - Matías Domínguez
- Jesús Delgado - Policía (Participación Especial)
- Eliana López - Lucrecia (Participación Especial)
- Guillermo Pérez - (Participación Especial)
- Ileana Alomá - (Participación Especial)

## Producción
- Titular de derechos de autor de la obra original - Radio Caracas Televisión (RCTV) C.A.
- Producida por - Radio Caracas Televisión C.A.
- Vice-presidente de dramáticos, humor y variedades RCTV Radio Caracas Televisión C.A. - José Simón Escalona
- Producción ejecutiva: Carmen Cecilia Urbaneja
- Dirección general: Nicolás Di Blasi
- Producción general: José Gerardo Guillén
- Director invitado: Tony Rodríguez
- Original de: Xiomara Moreno
- Escritos por: Cristina Policastro, Martín Hahn
- Libretos de: Julio César Mármol O., Verónica Álvarez, Daniel González, Francisco López, Xiomara Moreno
- Dirección artística: Dagoberto González
- Dirección de exteriores: Arturo Manuitt
- Producción de exteriores: Dioglamar Seco, Jesenia Colmenarez
- Dirección de fotografía: José Rojas
- Sonido: Franklin Ostos
- Edición: Ray Suárez
- Música incidental: Francisco Cabrujas
- Musicalización: Rómulo Gallegos
- Gerente de contenidos dramáticos: Juan Pablo Zamora
- Gerencia de administración y logística de producción de dramáticos: Antonio Crimaldi
- Gerencia de post-producción: Aura Guevara
- Gerente de soporte y asist. a producción: Ana Carolina Chávez
- Asistentes de producción: Diego Ruocco, Ifigenia Rivas, Betty Landaeta
- Coordinador: Pablo Vivas, Wilkeman Sánchez
- Continuidad: Victoria Orellana, Anaís Sánchez
- Escenografía: Elisette De Andrade, Harlem Kenia Udiz, María Gabriela Aldana
- Ambientación: Ximena Blanco, Marietta Albornoz, Yelitza Hernández
- Diseño de vestuario: Óscar Escobar
- Vestuaristas: Manuel Salcedo, Melissa Márquez
- Maquillaje: Teresa Quintero, Mayerling Balza
- Estilistas: Rosa Lara, Amada Basanta
- Realización de estudio: Alexis Castro
- Jefe de operaciones de exteriores: Gustavo Marchianni

## Premios

### 2 de Oro 2007
| Categoría                 | Nominado                     | Resultado |
| Novela del año            | Y los declaro marido y mujer | Ganadora  |
| Actriz del año            | Marlene De Andrade           | Nominada  |
| Actriz del año            | Marjorie de Sousa            | Nominada  |
| Actor del año             | Juan Pablo Raba              | Nominado  |
| Actor de reparto del año  | Carlos Guillermo Haydon      | Ganador   |
| Actriz revelación del año | Christina Dieckmann          | Nominada  |
| Actor revelación del año  | Samuel González              | Nominado  |
| Primera actriz del año    | Julie Restifo                | Nominada  |
| Actor juvenil del año     | Luis Fernando Sosa           | ganador   |
| Actor juvenil del año     | Andy Pita                    | Nominado  |
| Tema de novela del año    | Arenita Playita de 4º Poder  | Ganadora  |

- Datos: Q3875038